# Lincolnville (Maine)
Lincolnville és una població dels Estats Units a l'estat de Maine (EUA). Segons el cens del 2000 tenia 2.042 habitants.

## Demografia
Segons el cens del 2000, Lincolnville tenia 2.042 habitants, 846 habitatges, i 605 famílies. La densitat de població era de 21,1 habitants/km².
Dels 846 habitatges en un 31,7% hi vivien nens de menys de 18 anys, en un 61,7% hi vivien parelles casades, en un 6,5% dones solteres, i en un 28,4% no eren unitats familiars. En el 22,9% dels habitatges hi vivien persones soles el 9,5% de les quals corresponia a persones de 65 anys o més que vivien soles. El nombre mitjà de persones vivint en cada habitatge era de 2,41 i el nombre mitjà de persones que vivien en cada família era de 2,82.
Per edats la població es repartia de la següent manera: un 23,1% tenia menys de 18 anys, un 4,9% entre 18 i 24, un 28,2% entre 25 i 44, un 29,8% de 45 a 60 i un 14% 65 anys o més.
L'edat mediana era de 42 anys. Per cada 100 dones de 18 o més anys hi havia 98 homes.
La renda mediana per habitatge era de 42.273 $ i la renda mediana per família de 48.500 $. Els homes tenien una renda mediana de 32.006 $ mentre que les dones 28.077 $. La renda per capita de la població era de 21.621 $. Entorn del 7% de les famílies i el 9,1% de la població estaven per davall del llindar de pobresa.